# Венегас, Франсиско Хавьер
Франсиско Хавьер Венегас де Сааведра и Родригес де Аренсана (исп. Francisco Javier Venegas de Saavedra y Rodríguez de Arenzana, 2 декабря 1754 года — 18 февраля 1838 года) — испанский военный деятель и колониальный администратор.

## Биография
Родился в 1754 году в Сафре; его родителями были Франсиско Венегас де Сааведра Мельгар (Francisco Venegas de Saavedra Melgar) и Франсиска де Борха Родригес де Аренсана и Мора (Francisca de Borja Rodríguez de Arenzana y Mora). Сделал военную карьеру, дослужился до звания подполковника, и уже вышел в отставку, когда началась война против Наполеона.
Вернувшись на действительную службу, принял участие в сражении при Байлене, и начал быстро расти в званиях. В начале 1809 года был разбит Перреном в сражении при Уклесе, однако затем был поставлен во главе Ламанчской армии. Однако летом 1809 года Себастьяни де Ла Порта разбил его в сражении при Альмонасиде, после чего Венегас был отстранён от командования армией и стал военным губернатором Кадиса. В начале 1810 года туда отступил Хосе Мария де ла Куэва с остатками испанских войск, что привело к трениям между двумя командующими по вопросу старшинства. Чтобы разрешить конфликт, Кадисская хунта назначила де ла Куэву командующим в Кадисе, а Венегас стал вице-королём Новой Испании.
28 августа 1810 года Венегас прибыл в Веракрус, и 13 сентября официально вступил в должность в Мехико. Одним из первых своих указов он приостановил взимание налогов с индейцев и мулатов. Всего через пару дней Мигель Идальго и Костилья поднял в Мексике антииспанское восстание. Венегас сразу понял, что дело принимает серьёзный оборот, и тут же двинул на подавление восстания всю армию, включая столичный гарнизон. Он назвал повстанцев инсургентами (insurgentes), и это слово вошло в историю Мексики. К лету 1811 года Венегасу удалось разгромить основные силы повстанцев и схватить их лидеров, но вскоре восстания охватили всю Новую Испанию, выдвинув новых вождей.
18 марта 1812 года Кадисские кортесы приняли Кадисскую конституцию, постановив опубликовать её во всех испанских владениях. Будучи сторонником абсолютизма, Венегас задержал её обнародование в Новой Испании на 24 дня, но затем ввёл осадное положение в Мехико, отменил свободу печати и запретил собрания.
Кадисская хунта считала, что действия Венегаса препятствуют умиротворению страны, в то время как происпанская партия в Новой Испании наоборот полагала, что он действует по отношению к мятежникам слишком мягко. В результате 16 сентября 1812 года Венегас был смещён с поста вице-короля, однако это решение было проведено в жизнь лишь 4 марта 1813 года, когда новым вице-королём стал генерал Феликс Кальеха.
Венегас немедленно вернулся в Испанию, где король Фердинанд VII дал ему титулы маркиза де ла Реунион и де Ла Нуэва Испания. В 1818 году он был назначен генерал-капитаном Галисии. В 1834—1836 годах был членом верхней палаты испанского парламента.